# Svjetsko prvenstvo u košarci – Kolumbija 1982.
Svjetsko prvenstvo u košarci 1982. održano u Caliju u Kolumbiji, u razdoblju od 15. – 28. kolovoza 1982. godine.

## Konačni poredak
1.  SSSR

2.  SAD

3.  Jugoslavija

4.  Španjolska

5. 

6. 

7. 

8. 

9. 

10.

11.

12.

13.

Najbolja petorica prvenstva:

Hrvatska je dala iduće igrače u reprezentaciji Jugoslavije:
- Andru Knegu
- Željka Jerkova
- Aleksandra Petrovića